# Thomas Woitkewitsch

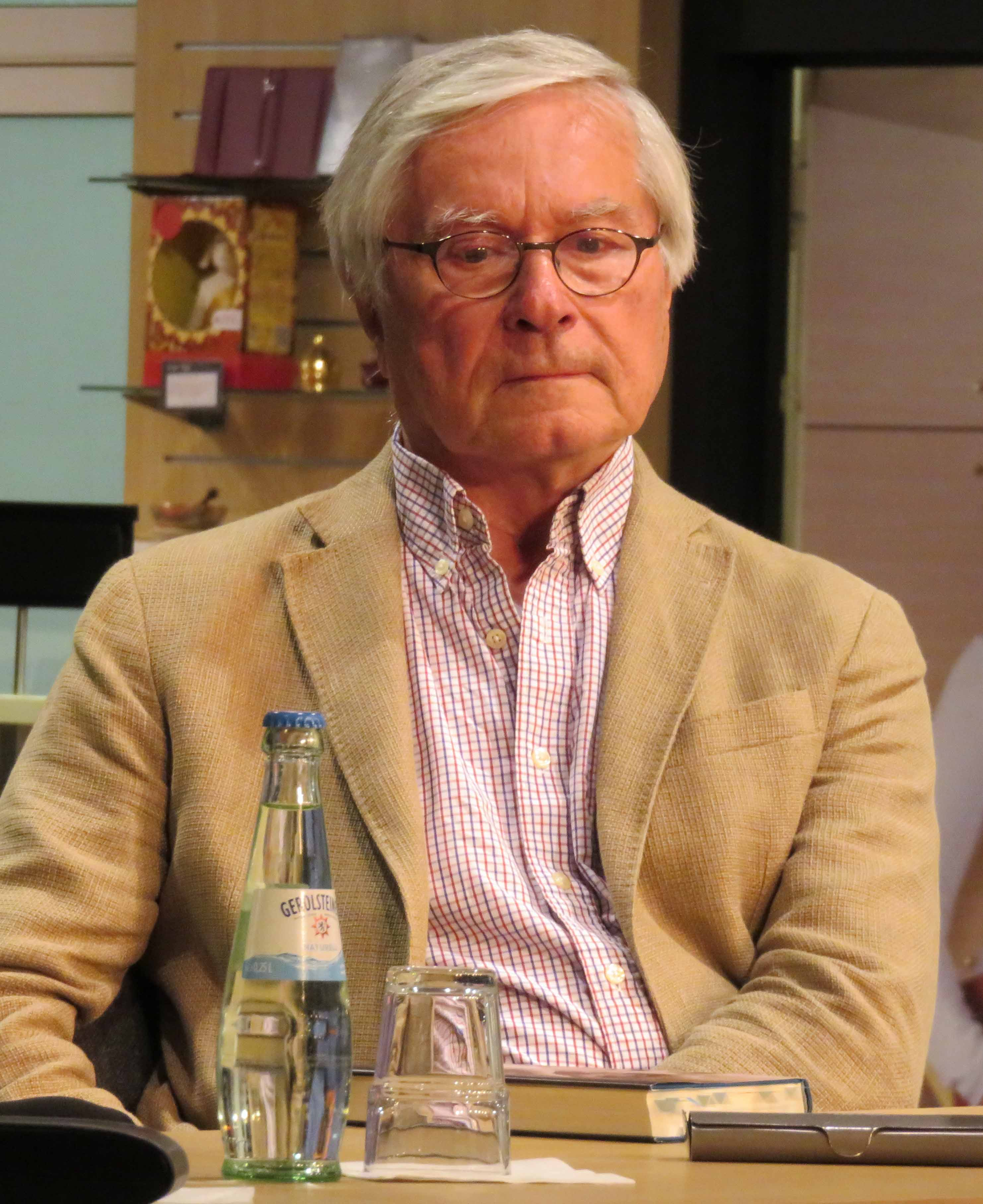
Thomas Woitkewitsch (2016)

Thomas Woitkewitsch (* 18. August 1943 in Posen) ist ein deutscher Drehbuchautor für Fernsehshows, Fernsehredakteur, Liedtexter und Übersetzer.
Thomas Woitkewitsch begann seine Fernsehlaufbahn beim WDR, wo er für die Shows von Rudi Carrell verantwortlich war. Mit dem Produzenten der Show Am laufenden Band, Alfred Biolek, entdeckte er in den Niederlanden den Liedermacher Herman van Veen und engagierte ihn für die Carrell-Show. 
Woitkewitsch übertrug erste Texte für Veen ins Deutsche; so begann seine Liedtexterkarriere. Für Rudi Carrell textete er Hits wie Wann wird’s mal wieder richtig Sommer?. Außerdem produzierte er gemeinsam mit Biolek für den WDR die deutschsprachigen Folgen von Monty Python’s Fliegender Zirkus. Ende der 1970er Jahre schrieb er für Milva die Texte zur Musik von Vangelis und Mikis Theodorakis.
Langjährig war er für die Sendung Wetten, dass..? beratend tätig.
Neben der Arbeit an Liedtexten schreibt Woitkewitsch die Drehbücher für Fernsehshows wie Plattenküche und übersetzt Musicals aus dem Englischen ins Deutsche.
Er gehört zu den Unterstützern und festen Dozenten der Celler Schule.